# Cazinoul din Mamaia
Cazinoul din Mamaia este un ansamblu de monumente istorice aflat pe teritoriul localității Mamaia din cadrul municipiului Constanța.

## Arhitectura complexului Cazinou
Cazinoul a fost proiectat de arhitectul Victor G. Stephănescu.
Ansamblul este format din următoarele monumente:
- Pavilion central, restaurant (cod LMI CT-II-a-B-21001.01)
- Corpuri laterale cu cabine (cod LMI CT-II-a-B-21001.02)
- Pod cu bar maritim (cod LMI CT-II-a-B-21001.03)

## Istoric
Clădirea Cazinoului din Mamaia s-a finanțat de către investitorii constănțeni Jacob Aristide și Gheorghe Timiraș, care solicitau și obțineau de la Primăria Constanța concesiunea pe șase ani asupra jocurilor de noroc, începând cu 1 aprilie 1939. 
Inaugurarea cazinoului s-a făcut în anul 1935, în prezența Regelui Carol al II-lea.